# Ботвино (Палкинский район)
Ботвино́ (латыш. Batviņa, Batvina) — деревня Палкинского района Псковской области. C 1920 до 1944 гг. входила в состав Яунлатгальского (Абренского) уезда Латвии.
Расположена в 22 км западнее от районного центра посёлка Палкино и в 62 км от областного центра города Пскова. Административно относится к Качановской волости Палкинского района.
В 1920 между РСФСР и Латвийской Республикой заключён Рижский мирный договор. Согласно статье 3 данного договора часть территории Островского уезда Псковской губернии переходила к Латвии. Новая государственная граница между РСФСР и Латвией брала своё начало между деревнями Бабино и Выморск (в настоящее время не существует) Качановской волости, затем по прямой линии до деревни Вашково и далее вдоль речки Опочна. Таким образом Ботвино оказалось на территории Качановского погоста (латыш. Kacēnu pagasts) Яунлатгальского уезда (латыш. Jaunlatgales apriņķis), а после 1936 года Абренского уезда (латыш. Abrenes apriņķis) Латвии. В 1940 году Латвия вошла в состав СССР и Ботвино вновь перестало быть за границей. После окончания Великой Отечественной войны Ботвино вошло в состав Качановского района Псковской области.
В годы советской власти (1940—1991 г.г.) в деревне располагался комбинат по производству патоки, там же был кузнечный участок, конюшня, стояла водонапорная башня с насосной, на реке запруда на переходе к комбинату, а также здесь был цех вязания шерстяных свитеров для рыбаков Севера и участок с ткацким производством тканых дорожек, моторно-тракторная станция, где на территории проводились курсы по обучению механизаторов, швей, киномехаников, общежитие для механизаторов, клуб, мельница, хлебопекарня, магазин, начальная школа с медпунктом. Комбинат и моторно-тракторная станция располагались на окраине деревни (по направлению к деревне Юшково Печорского района Псковской области). Школа находилась в центре деревни на одном из хуторов, сгорела во время пожара в 70-е годы XX века, после пожара не восстанавливалась.
Недалеко от деревни расположено старое латышское кладбище, захоронения на котором в настоящее время не производятся. Через деревню протекает река Глыбоченка, впадающая в реку Кудеб (Кудебь). Имеется автобусное сообщение по маршрутам: Печоры — Качаново — Печоры; Псков — Качаново — Псков через Палкино.
Дома (а точнее домохозяйства) в деревне располагаются на удалении, не примыкая в плотную друг к другу, имеется много построек из гранитных волунов. Такой тип застройки типичен для сельской местности прибалтийских государств.
По состоянию на 2015 год в деревне находится не менее 6 жилых домов. В остальных домах либо постоянно никто не проживает, либо они заброшены и находятся в ветхом состоянии.